# Descurainieae
Descurainieae es una tribu de plantas de la familia Brassicaceae.

## Géneros
- Agallis Phil. = Tropidocarpum Hook.
- Descurainia Webb & Berthel.
- Hornungia Rchb.
- Hugueninia Rchb. = Descurainia Webb & Berthel.
- Hutchinsia W. T. Aiton = Hornungia Rchb.
- Hutchinsiella O. E. Schulz = Hornungia Rchb.
- Hymenolobus Nutt. =~ Hornungia Rchb.
- Ianhedgea Al-Shehbaz & O’Kane
- Microcardamum O. E. Schulz = Hornungia Rchb.
- Pritzelago Kuntze =~ Hornungia Rchb.
- Robeschia Hochst. ex O. E. Schulz
- Sophia Adans. = Descurainia Webb & Berthel.
- Trichotolinum O. E. Schulz
- Tropidocarpum Hook.
- Twisselmannia Al-Shehbaz = Tropidocarpum Hook.